# Elezioni comunali nelle Marche del 2003
Le elezioni comunali nelle Marche del 2003 si tennero il 25 maggio (con ballottaggio l'8 giugno).

## Riepilogo sindaci eletti
Coalizione di centro-sinistra
     Coalizione di centro-destra
| Provincia     | Comune             | Popolazione legale (censimento 2001) | Sindaco uscente | Sindaco uscente        | Sindaco eletto | Sindaco eletto          | Primo turno | Primo turno | Secondo turno | Secondo turno | Seggi   |
| Provincia     | Comune             | Popolazione legale (censimento 2001) | Sindaco uscente | Sindaco uscente        | Sindaco eletto | Sindaco eletto          | Voti        | %           | Voti          | %             | Seggi   |
| ------------- | ------------------ | ------------------------------------ | --------------- | ---------------------- | -------------- | ----------------------- | ----------- | ----------- | ------------- | ------------- | ------- |
| Ascoli Piceno | Porto San Giorgio  | 15 869                               |                 | Francesco Amici (Ind.) |                | Claudio Brignocchi (DS) | 4 506       | 43,62       | 5 103         | 55,23         | 12 / 20 |
| Ascoli Piceno | Porto Sant'Elpidio | 22 752                               |                 | Paolo Petrini (DS)     |                | Mario Andrenacci (DS)   | 10 379      | 72,78       | —             | —             | 15 / 20 |

## Ascoli Piceno

### Porto San Giorgio
| Candidati                      | Candidati                     | II turno             | II turno         | I turno | I turno | Liste                                                     | Voti  | %     | Seggi |
| Candidati                      | Candidati                     | Voti                 | %                | Voti    | %       | Liste                                                     | Voti  | %     | Seggi |
| ------------------------------ | ----------------------------- | -------------------- | ---------------- | ------- | ------- | --------------------------------------------------------- | ----- | ----- | ----- |
|                                | Claudio Brignocchi ✔️ Sindaco | 5 103                | 55,23            | 4 506   | 43,62   | Democratici di Sinistra - Socialisti Democratici Italiani | 1 346 | 14,78 | 5     |
| La Margherita                  | Claudio Brignocchi ✔️ Sindaco | 5 103                | 55,23            | 4 506   | 43,62   | 1 324                                                     | 14,54 | 4     |       |
| Rifondazione Comunista         | Claudio Brignocchi ✔️ Sindaco | 5 103                | 55,23            | 4 506   | 43,62   | 424                                                       | 4,66  | 1     |       |
| Partito dei Comunisti Italiani | Claudio Brignocchi ✔️ Sindaco | 5 103                | 55,23            | 4 506   | 43,62   | 358                                                       | 3,93  | 1     |       |
| Federazione dei Verdi          | Claudio Brignocchi ✔️ Sindaco | 5 103                | 55,23            | 4 506   | 43,62   | 348                                                       | 3,82  | 1     |       |
| Italia dei Valori              | Claudio Brignocchi ✔️ Sindaco | 5 103                | 55,23            | 4 506   | 43,62   | 196                                                       | 2,15  | –     |       |
| Totale liste                   | Claudio Brignocchi ✔️ Sindaco | 5 103                | 55,23            | 4 506   | 43,62   | 3 996                                                     | 43,87 | 12    |       |
|                                | Giancarlo Fermani             | 4 136                | 44,77            | 3 531   | 34,19   | Forza Italia                                              | 1 334 | 14,65 | 2     |
| Alleanza Nazionale             | Giancarlo Fermani             | 4 136                | 44,77            | 3 531   | 34,19   | 1 147                                                     | 12,59 | 2     |       |
| Unione di Centro               | Giancarlo Fermani             | 4 136                | 44,77            | 3 531   | 34,19   | 968                                                       | 10,63 | 1     |       |
| Seggio di coalizione           | Seggio di coalizione          | Seggio di coalizione | 44,77            | 3 531   | 34,19   | 1                                                         |       |       |       |
| Totale liste                   | Giancarlo Fermani             | 4 136                | 44,77            | 3 531   | 34,19   | 3 449                                                     | 37,87 | 5     |       |
|                                | Pietro Dionisi                | Pietro Dionisi       | Pietro Dionisi   | 2 101   | 20,34   | San Giorgio Democratica                                   | 970   | 10,65 | 1     |
| Alleanza Sangiorgese           | Pietro Dionisi                | Pietro Dionisi       | Pietro Dionisi   | 2 101   | 20,34   | 330                                                       | 3,62  | –     |       |
| Forza Porto San Giorgio        | Pietro Dionisi                | Pietro Dionisi       | Pietro Dionisi   | 2 101   | 20,34   | 214                                                       | 2,35  | –     |       |
| Seggio di coalizione           | Seggio di coalizione          | Seggio di coalizione | Pietro Dionisi   | 2 101   | 20,34   | 1                                                         |       |       |       |
| Totale liste                   | Pietro Dionisi                | Pietro Dionisi       | Pietro Dionisi   | 2 101   | 20,34   | 1 514                                                     | 16,62 | 1     |       |
|                                | Benito Pantaloni              | Benito Pantaloni     | Benito Pantaloni | 191     | 1,85    | Rinascita Italiana per Porto San Giorgio                  | 149   | 1,64  | –     |
| Totale                         | Totale                        | 9 239                | 100              | 10 329  | 100     |                                                           | 9 108 | 100   | 20    |
|                                |                               |                      |                  |         |         |                                                           |       |       |       |
| Schede bianche                 | Schede bianche                | 108                  | 1,13             | 123     | 1,14    |                                                           |       |       |       |
| Schede nulle                   | Schede nulle                  | 189                  | 1,98             | 380     | 3,51    |                                                           |       |       |       |
| Votanti                        | Votanti                       | 9 536                | 67,96            | 10 832  | 77,20   |                                                           |       |       |       |
| Elettori                       | Elettori                      | 14 031               |                  | 14 031  |         |                                                           |       |       |       |
|                                |                               |                      |                  |         |         |                                                           |       |       |       |
| Fonte: Ministero dell'interno  |                               |                      |                  |         |         |                                                           |       |       |       |

### Porto Sant'Elpidio
|                                 | Mario Andrenacci ✔️ Sindaco | 10 379               | 72,78 | Democratici di Sinistra | 4 210  | 32,51 | 8  |  |  |
| Impegno per Porto Sant'Elpidio  | Mario Andrenacci ✔️ Sindaco | 10 379               | 72,78 | 1 928                   | 14,89  | 3     |    |  |  |
| La Margherita                   | Mario Andrenacci ✔️ Sindaco | 10 379               | 72,78 | 1 327                   | 10,25  | 2     |    |  |  |
| Socialisti Democratici Italiani | Mario Andrenacci ✔️ Sindaco | 10 379               | 72,78 | 735                     | 5,68   | 1     |    |  |  |
| Partito dei Comunisti Italiani  | Mario Andrenacci ✔️ Sindaco | 10 379               | 72,78 | 665                     | 5,14   | 1     |    |  |  |
| Federazione dei Verdi           | Mario Andrenacci ✔️ Sindaco | 10 379               | 72,78 | 343                     | 2,65   | –     |    |  |  |
| Italia dei Valori               | Mario Andrenacci ✔️ Sindaco | 10 379               | 72,78 | 263                     | 2,03   | –     |    |  |  |
| Totale liste                    | Mario Andrenacci ✔️ Sindaco | 10 379               | 72,78 | 9 471                   | 73,14  | 15    |    |  |  |
|                                 | Loredana Moretti            | 3 450                | 24,19 | Alleanza Nazionale      | 1 871  | 14,45 | 3  |  |  |
| Unione di Centro                | Loredana Moretti            | 3 450                | 24,19 | 863                     | 6,66   | 1     |    |  |  |
| Nuovo PSI                       | Loredana Moretti            | 3 450                | 24,19 | 244                     | 1,88   | –     |    |  |  |
| Unione Civica                   | Loredana Moretti            | 3 450                | 24,19 | 94                      | 0,73   | –     |    |  |  |
| Seggio di coalizione            | Seggio di coalizione        | Seggio di coalizione | 24,19 | 1                       |        |       |    |  |  |
| Totale liste                    | Loredana Moretti            | 3 450                | 24,19 | 3 072                   | 23,72  | 4     |    |  |  |
|                                 | Alberto Tarquini            | 431                  | 3,02  | Rifondazione Comunista  | 406    | 3,14  | –  |  |  |
| Totale                          | Totale                      | 14 260               | 100   |                         | 12 949 | 100   | 20 |  |  |
|                                 |                             |                      |       |                         |        |       |    |  |  |
| Schede bianche                  | Schede bianche              | 211                  | 1,42  |                         |        |       |    |  |  |
| Schede nulle                    | Schede nulle                | 362                  | 2,44  |                         |        |       |    |  |  |
| Votanti                         | Votanti                     | 14 833               | 78,78 |                         |        |       |    |  |  |
| Elettori                        | Elettori                    | 18 828               |       |                         |        |       |    |  |  |
|                                 |                             |                      |       |                         |        |       |    |  |  |
| Fonte: Ministero dell'interno   |                             |                      |       |                         |        |       |    |  |  |